# Trentepohliophyceae
Trentepohliophyceae je třída zelených řas, v některých případech však je zařazována dovnitř třídy Ulvophyceae jakožto řád Trentepohliales. Mívají vláknitou stélku s jednojadernými buňkami. Dále se vyznačují neobvykle stavěnými bazálními tělísky bičíků, mají totiž na jedné straně 2 trojice a na druhé straně dvě dvojice mikrotubulů. Mají izomorfickou rodozměnu. Cytoplazma bývá bohatá na hematochrom, tedy různé sekundární karotenoidy a beta-karoten.
Známými rody je Trentepohlia, Cephaleuros a Phycopeltis.